# Hexatoma fracida
Hexatoma fracida är en tvåvingeart som beskrevs av Alexander 1949. Hexatoma fracida ingår i släktet Hexatoma och familjen småharkrankar. Inga underarter finns listade i Catalogue of Life.